# Jérôme Hermet
Pour les articles homonymes, voir Hermet.
Pas d'image ? Cliquez ici

a Compétitions nationales et continentales officielles uniquement.

b Matchs officiels uniquement.
Jérôme Hermet, né le 11 mars 1981, est un joueur français de rugby à XIII. Il évolue au poste d'ailier ou de centre.
Au cours de sa carrière, il joue sous les couleurs de Villeneuve-sur-Lot avec lequel il remporte les titres de Championnat de France en 2002 et 2003 ainsi que la Coupe de France en 2002 et 2003. Il par ailleurs neuf sélections en équipe de France avec laquelle il remporte un titre de Coupe d'Europe des nations en 2005. Il termine sa carrière à Clairac.

## Palmarès
- Collectif :
  - Vainqueur de la Coupe d'Europe des nations : 2005 (France).
  - Vainqueur du Championnat de France : 2001[1],  2002 et 2003 (Villeneuve-sur-Lot).
  - Vainqueur de la Coupe de France : 2002 et 2003 (Villeneuve-sur-Lot).
  - Vainqueur de la Coupe du monde : 2022 (Villeneuve-sur-Lot).